# Tư hữu hóa ở Nga

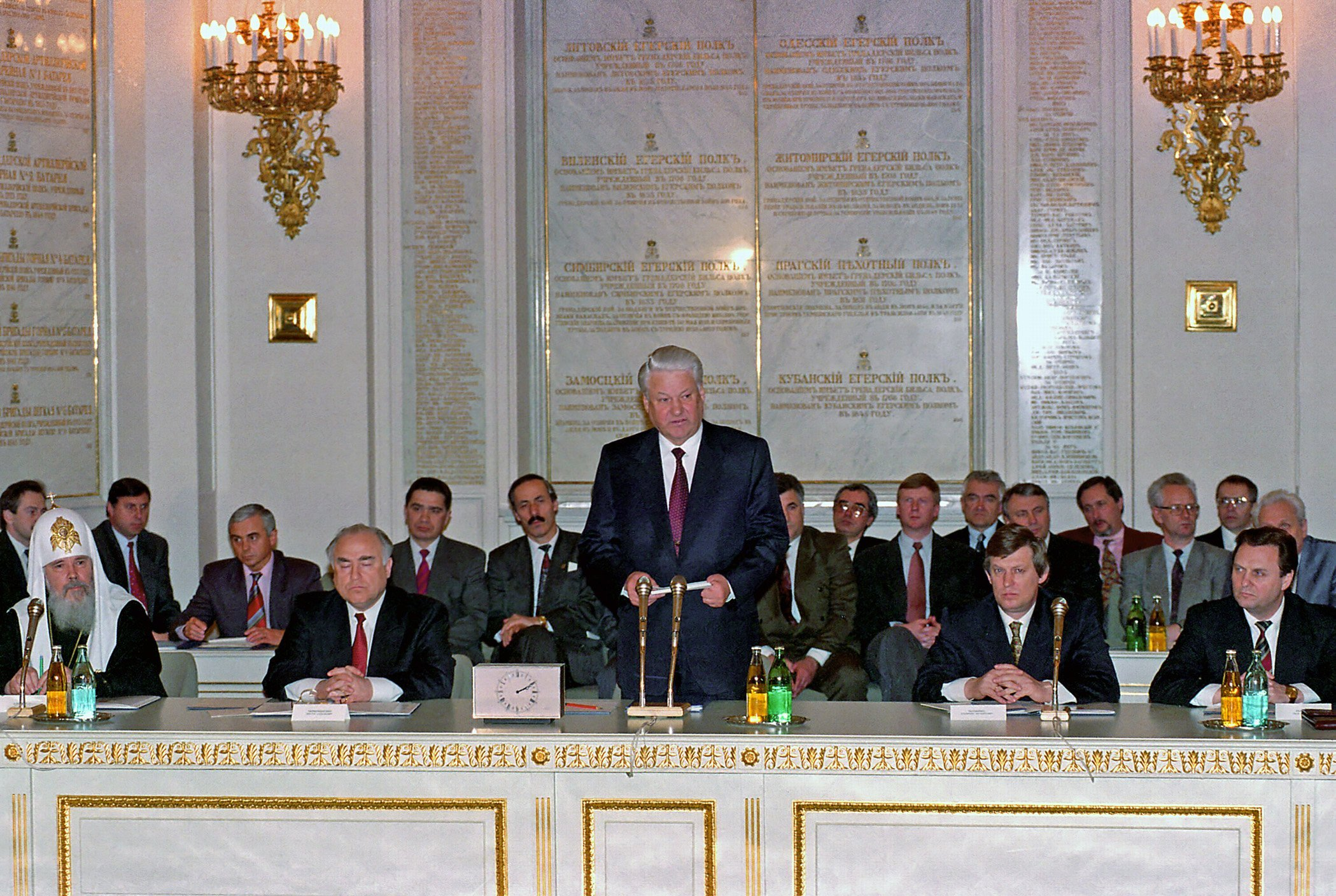
Tổng thống Nga Boris Yeltsin, nhà cải cách chủ chốt Anatoly Chubais, nhà kinh tế Yegor Gaidar, chủ ngân hàng Vladimir Potanin, các tài phiệt Nga và đội ngũ cố vấn tài chính, chuyên gia tư vấn chính sách đến từ phương Tây là "bộ khung" định hình và triển khai quá trình tư hữu hóa ồ ạt, hỗn loạn làm thất thoát tài sản nhà nước, nguồn lực quốc gia bị chiếm đoạt, thâu tóm, dịch chuyển ra nước ngoài, gây thiệt hại kinh tế cho đất nước, dẫn đến hệ lụy xã hội sâu sắc dai dẳng

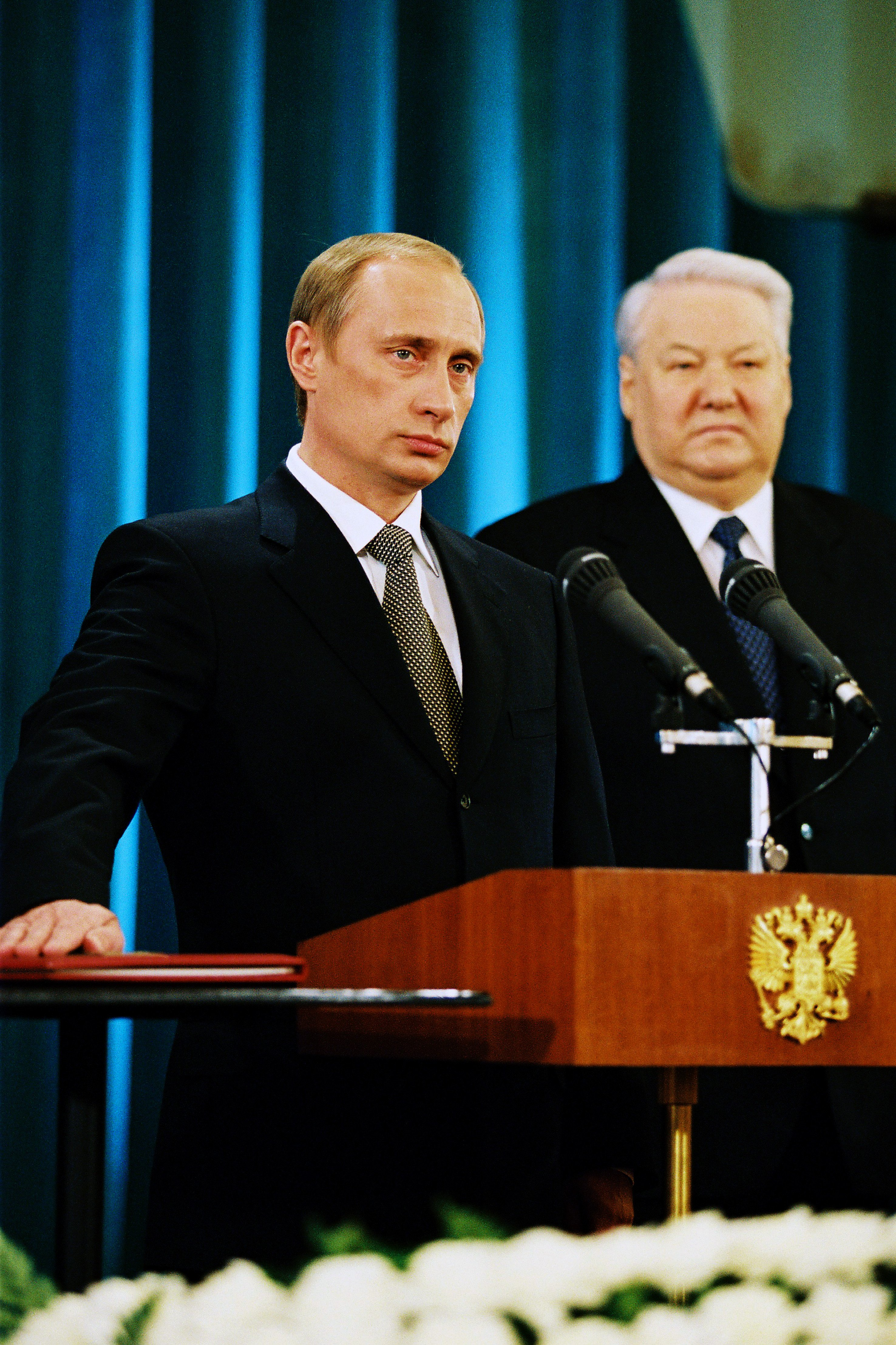
Tổng thống Nga Vladimir Putin lên nắm quyền từ năm 2000 với chính sách đối nội của mình đã đã đảo ngược chính sách tư nhân hóa và từng bước lấy lại các tài sản chiến lược cho nước Nga

Quá trình tư hữu hóa ở Nga (Privatization in Russia) chỉ về một loạt các cải cách hậu Xô Viết dẫn đến tư nhân hóa trên quy mô lớn các tài sản nhà nước của Nga, đặc biệt là trong các lĩnh vực then chốt, trọng yếu là công nghiệp, năng lượng và tài chính. Hầu hết các hoạt động tư nhân hóa ồ ạt, hỗn loạn diễn ra vào thời điểm đầu và giữa những năm 1990 dưới thời Boris Yeltsin, người đảm nhiệm chức tổng thống sau khi Liên Xô tan rã. Về mặt lịch sử, quyền sở hữu tư nhân đối với doanh nghiệp và tài sản về cơ bản vẫn là bất hợp pháp trong suốt thời kỳ Xô Viết vì tư tưởng Chủ nghĩa Cộng sản Xô Viết nhấn mạnh vào quyền kiểm soát quốc gia đối với tất cả phương tiện sản xuất ngoại trừ lao động của con người qua đó, dưới thời Liên Xô, số lượng doanh nghiệp nhà nước ước tính khoảng 45.000 chính là khối tài sản tích lũy được của Liên Xô, và đây cũng chính là đối tượng bị nhắm đến khi tư hữu hóa (cổ phần hóa). Quá trình tư nhân hóa tạo ra điều kiện cho sự thâu tóm, chiếm đoạt khối tài sản nhà nước khổng lồ của một nhóm thiểu số các nhà tài phiệt Nga, đặc biệt là các giám đốc điều hành trong các doanh nghiệp độc quyền về tài nguyên thiên nhiên như khí đốt tự nhiên và dầu mỏ. Sự chuyển đổi kinh tế này được mô tả là "Katastroika" (cải tổ thảm họa) là sự kết hợp của cụm từ "thảm họa" và thuật ngữ "Perestroika" (cải tổ) và được xem là "sự sụp đổ kinh tế thời bình thảm khốc nhất của một nước công nghiệp trong lịch sử". Dù một số tài sản chiến lược, bao gồm phần lớn trong ngành công nghiệp quốc phòng của Nga vẫn chưa bị tư nhân hóa trong những năm 1990 nhưng việc tư nhân hóa hàng loạt trong thời đại này vẫn là một vấn đề gây tranh cãi và nhức nhối trong xã hội Nga, làm thất thoát tài sản nhà nước, gây thiệt hại kinh tế, bào mòn sinh lực quốc gia, do đó nhiều người dân Nga đã kêu gọi sửa đổi hoặc đảo ngược các cải cách. 
Quá trình tư hữu hóa sâu rộng này ban đầu được thực hiện với mục tiêu dỡ bỏ nền kinh tế kế hoạch hóa tập trung, quan liêu, bao cấp và xây dựng một nền kinh tế thị trường, chẵng hạn như sự ra đời của thị trường chứng khoán Nga. Quá trình này đã định hình lại toàn bộ bộ mặt kinh tế và chính trị của nước Nga, nhưng đồng thời nó đã để lại những di sản phức tạp cho đến ngày nay khi phơi bày bản chất hỗn loạn của cuộc đại chuyển đổi kinh tế ở Nga trong thập niên 1990. Quá trình này dẫn đến sự suy thoái kinh tế và bất ổn xã hội do nhiều doanh nghiệp sau tư hữu hóa lại rơi vào tình trạng khó khăn, sản xuất đình đốn, GDP của Nga sụt giảm mạnh trong suốt những năm 1990, mức sống của đại đa số người dân giảm sút, tỷ lệ nghèo đói tăng cao, gây ra sự bất mãn và hoài niệm về thời kỳ Xô viết. Quá trình chuyển giao tài sản diễn ra một cách vội vã và thiếu minh bạch đã tạo điều kiện cho tham nhũng ở Nga lan rộng và tình trạng tội phạm có tổ chức (Mafia Nga), một nhóm nhỏ các nhà tài phiệt đã chiếm đoạt những tài sản khổng lồ của nhà nước, kết bè lợi ích nhóm để trở thành những thế lực lũng đoạn, chi phối nền kinh tế và thao túng chính trường Nga trong nhiều năm, các cuộc chiến giành giật tài sản, và việc thất thoát tài sản của nhà nước Nga bởi nước ngoài thâu tóm thông qua vỏ bọc của các doanh nghiệp có "cấu trúc pháp lý phức tạp", lợi nhuận bị chảy về các công ty nước ngoài. Mãi cho đến khi Vladimir Putin lên nắm quyền vào năm 2000 mới thực hiện các chính sách nhắm vào các nhà tài phiệt, tái lập quyền lực của nhà nước và xem xét lại một số thương vụ tư hữu hóa gây tranh cãi nhất, thông qua quá trình quốc hữu hóa, một số tài sản chiến lược của nước Nga đã được thu hồi trở lại dưới sự kiểm soát của nhà nước, thường thông qua các tập đoàn nhà nước mạnh như Gazprom và Rosneft.

## Quá trình tư hữu

### Thúc đẩy chuyển đổi

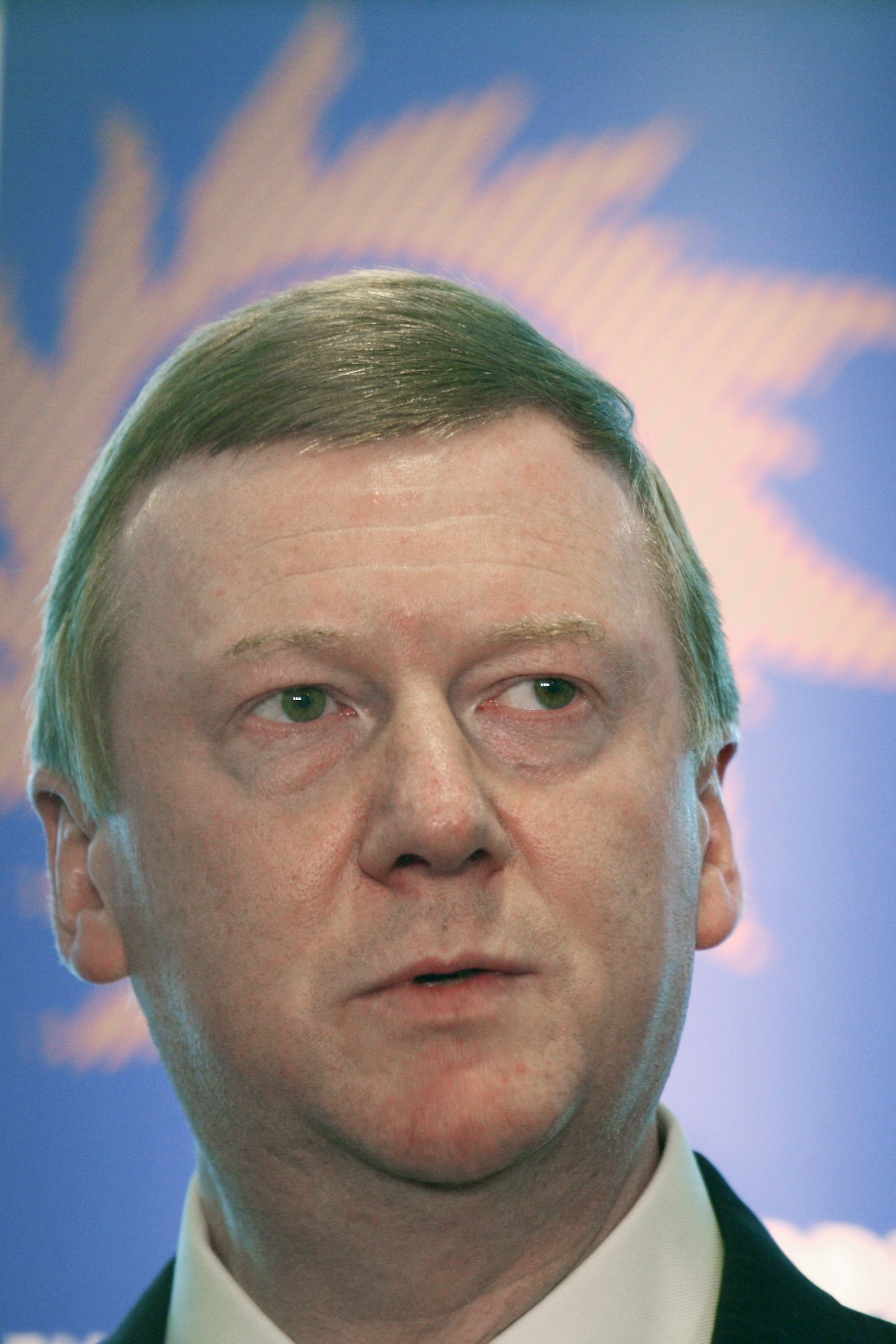
Ông Anatoly Chubais là nhân vật chủ chốt đề xướng và thực hiện cuộc cải cách tư hữu hóa ở Nga thập niên 1990

Đầu những năm 1990, nước Nga đối mặt với một cuộc khủng hoảng kinh tế trầm trọng. Nền kinh tế kế hoạch hóa tỏ ra kiệt quệ, khốn đốn, thiếu hiệu quả, dẫn đến tình trạng thiếu hụt hàng hóa triền miên. Vào tháng 9 năm 1990, Quốc hội Liên Xô khi đó đã trao cho Gorbachev quyền tư nhân hóa khẩn cấp, bao gồm cả quyền chuyển đổi các doanh nghiệp nhà nước thành công ty cổ phần với cổ phiếu được chào bán trên sàn giao dịch chứng khoán. Một trong những nỗ lực tư nhân hóa lớn nhất trong thời kỳ Liên Xô là việc chuyển đổi Bộ Nhiên liệu và Năng lượng thành một công ty cổ phần Rosneftgaz vào tháng 9 năm 1991. Vào những tháng trước khi Liên Xô tan rã vào tháng 12 năm 1991, vị tổng thống tương lai Boris Yeltsin đã bắt đầu tập hợp một nhóm các nhà cải cách kinh tế đứng đầu là Yegor Gaidar, khi đó là một nhà kinh tế cải cách trẻ tuổi, cùng nhân vật chủ chốt Anatoly Chubais tin rằng việc chuyển đổi nhanh chóng sang kinh tế thị trường là con đường duy nhất để cứu vãn tình hình cho nước Nga. Đồng thời, việc tư hữu hóa nhanh chóng và quy mô lớn là con đường ngắn nhất để phá vỡ cấu trúc kinh tế Xô viết, tạo ra một tầng lớp sở hữu tư nhân và xây dựng nền tảng cho kinh tế thị trường.
Nhóm cải cách ban đầu coi Thụy Điển với thể chế dân chủ xã hội là mô hình cho Nga, nhưng Gaidar đã chọn nghiên cứu Hungary như một khuôn mẫu và chịu ảnh hưởng từ việc Ba Lan sử dụng liệu pháp sốc. Cả Gaidar và Chubais đều tin rằng mặc dù lịch sử kinh tế phi tư bản chủ nghĩa của Nga là độc nhất, nhưng nền kinh tế thị trường vẫn có thể thành công ngay tại nước Nga. Sau nỗ lực đảo chính tháng 8 năm 1991, tình hình kinh tế trong nước xấu đi đáng kể và tình trạng thiếu lương thực trầm trọng đã xuất hiện. Vào tháng 10 năm 1991, Yeltsin đã có bài phát biểu tuyên bố rằng các biện pháp kiểm soát giá sẽ được dỡ bỏ vào ngày 1 tháng 1 năm 1992, mặc dù Gaidar khuyến nghị không nên đưa ra ngày cụ thể để thả nổi giá. Mục tiêu chính của quá trình tư hữu hóa bao gồm tạo ra một tầng lớp chủ sở hữu tư nhân, nâng cao hiệu quả hoạt động của các doanh nghiệp bằng cách chuyển giao quyền quản lý từ nhà nước sang tư nhân, thu hút đầu tư trong và ngoài nước, phi tập trung hóa quyền lực kinh tế, phá vỡ sự kiểm soát của nhà nước đối với nền kinh tế. Quá trình tư nhân hóa diễn ra ở quy mô rộng hơn nhiều vào đầu những năm 1990, khi chính phủ Nga cố tình đặt mục tiêu bán tài sản của mình cho công chúng Nga.

### Phiếu mua hàng

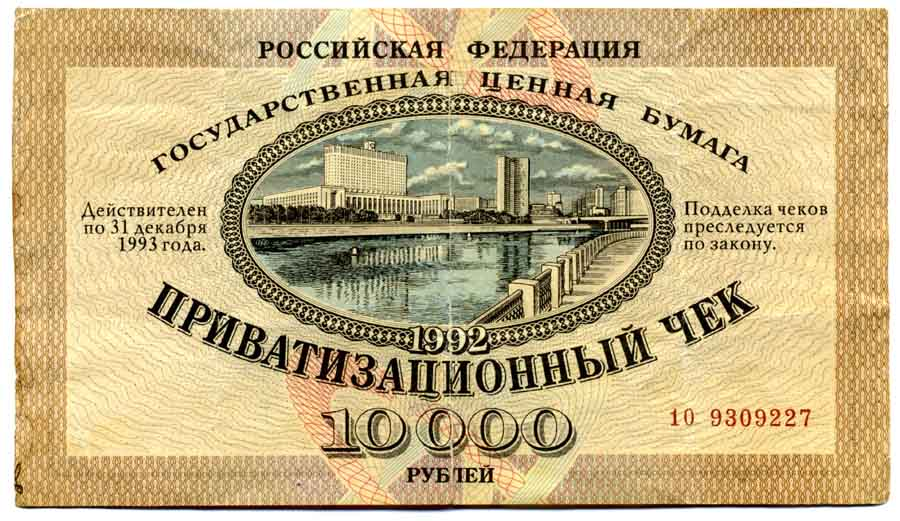
Một phiếu thưởng cổ phần trị giá 10.000 rúp

Sau khi Liên Xô sụp đổ, chính phủ mới buộc phải quản lý khu vực doanh nghiệp nhà nước khổng lồ được thừa hưởng từ nền kinh tế Xô Viết. Quá trình tư nhân hóa được thực hiện bởi Ủy ban Nhà nước về Quản lý Tài sản Nhà nước của Liên bang Nga dưới thời Chubais với mục tiêu chính là chuyển đổi các doanh nghiệp trước đây thuộc sở hữu nhà nước thành các doanh nghiệp tìm kiếm lợi nhuận, không phụ thuộc vào trợ cấp của Chính phủ để tự tồn tại. Để phân phối tài sản nhanh chóng và giành được sự ủng hộ của người dân, những người theo phái cải cách đã quyết định chủ yếu dựa vào cơ chế "Tư nhân hóa phiếu mua hàng" miễn phí, cơ chế này (tư hữu hóa bằng chứng khoán, hay tư hữu hóa qua chứng từ) đã từng được triển khai trước đó ở Tiệp Khắc. Chính phủ Nga tin rằng việc bán công khai các tài sản do nhà nước sở hữu, trái ngược với chương trình phiếu giảm giá, có khả năng sẽ dẫn đến sự tập trung quyền sở hữu hơn nữa giữa mafia Nga và Nomenklatura, điều mà họ muốn né tránh. Theo Chương trình này thì mỗi công dân Nga nhận được một chứng khoán/"chứng từ tư hữu hóa" (Voucher) với mệnh giá 10.000 rúp để họ có thể đổi Voucher lấy cổ phần trong các doanh nghiệp nhà nước. Tuy nhiên, trái với kỳ vọng của Chính phủ, những người trong cuộc đã dùng thủ đoạn tinh vi để thu gom, giành được quyền kiểm soát hầu hết các tài sản mà. Người dân nghèo đói và phần lớn vẫn phụ thuộc vào sự trợ cấp của nhà nước đã không hiểu hết giá trị thực của Voucher nên đã bán chúng với giá rẻ mạt để lấy tiền mặt trang trải cuộc sống. Từ năm 1992 đến năm 1994, quyền sở hữu của 15.000 công ty nhà nước đã được chuyển từ quyền kiểm soát của nhà nước ra khối tư nhân thông qua chương trình phiếu giảm giá.

### Thế chấp cổ phần
Tiếp đến là Chương trình "Cho vay đổi cổ phần" (Loans for shares) đầy tranh cãi và pháp lý phức tạp. Trong bối cảnh ngân sách chính phủ thiếu hụt trầm trọng và cuộc bầu cử Tổng thống năm 1996 đang đến gần, chính quyền của Tổng thống Yeltsin đã thực hiện một thỏa thuận với một nhóm các ngân hàng thương mại lớn, các ngân hàng này sẽ cho chính phủ vay tiền và hậu thuẫn cho Yeltsin đánh bại các đối thủ chính trị trong cuộc bầu cử, và đổi lại, họ nhận được quyền quản lý cổ phần trong các tập đoàn nhà nước lớn nhất và sinh lợi nhất, chủ yếu trong lĩnh vực năng lượng và tài nguyên thiên nhiên (như dầu mỏ, khí đốt, kim loại) thông qua việc Chính phủ sẽ thế chấp cổ phần trong các tập đoàn này. Thỏa thuận này do chủ ngân hàng Vladimir Potanin đề xuất và được Anatoly Chubais, khi đó là Phó Thủ tướng Nga đã thuận trình lên Tổng thống phê duyệt vì bị chi phối lợi ích, thậm chí theo Richard Morningstar, một điều phối viên viện trợ của Hoa Kỳ cho Liên Xô cũ thì đã một số khoản đầu tư có mục tiêu từ USAID để hỗ trợ cho Chubais. Theo đó, thỏa thuận này quy định rằng nếu Chính phủ không trả được nợ, các ngân hàng sẽ có quyền bán những cổ phần này thông qua các cuộc đấu giá, và phần lớn các ngân hàng này thâu tóm với giá được cho là thấp hơn nhiều so với giá trị thực. 
Các điều khoản của hợp đồng vay được cố tình thiết kế để sao cho con nợ Chính phủ gần như chắc chắn không thể trả được nợ đến hạn và khi Chính phủ không thu xếp trả nợ như dự kiến thì các ngân hàng này đã tổ chức các cuộc đấu giá mang tính hình thức, được dàn xếp để bán các gói cổ phần bị thế chấp khi vay. Chương trình này chủ yếu được giám sát chính bởi Anatoly Chubais, người vốn có liên hệ lợi ích với chương trình USAID do giám đốc Viện Phát triển Quốc tế Harvard (HIID) quản lý vào thời điểm đó. Chương trình này đã trực tiếp tạo ra một lớp "đại gia đầu sỏ" (Oligarchs) - những nhà tài phiệt có ảnh hưởng kinh tế và chính trị khổng lồ với các nhân vật như ông trùm Boris Berezovsky, Mikhail Khodorkovsky, Vladimir Gusinsky và Vladimir Potanin và nhiều tài phiệt khác đã thâu tóm được những tài sản khổng lồ của nhà nước thông qua cơ chế này với các mánh khóe tinh vi và có sự tư vấn của các chuyên gia kinh tế nước ngoài, họ trở thành những thế lực chi phối nền kinh tế và chính trường Nga trong suốt nhiều năm. Quá trình tư hữu hóa ở Nga đã để lại những hệ quả sâu sắc và đa chiều trong đó có sự trỗi dậy của các nhà tài phiệt khi một nhóm nhỏ các cá nhân đã trở nên giàu có nhanh chóng bằng cách thâu tóm tài sản nhà nước với giá rẻ mạt, tạo ra sự bất bình đẳng kinh tế-xã hội sâu sắc và dai dẳng.

## Xử lý hậu quả

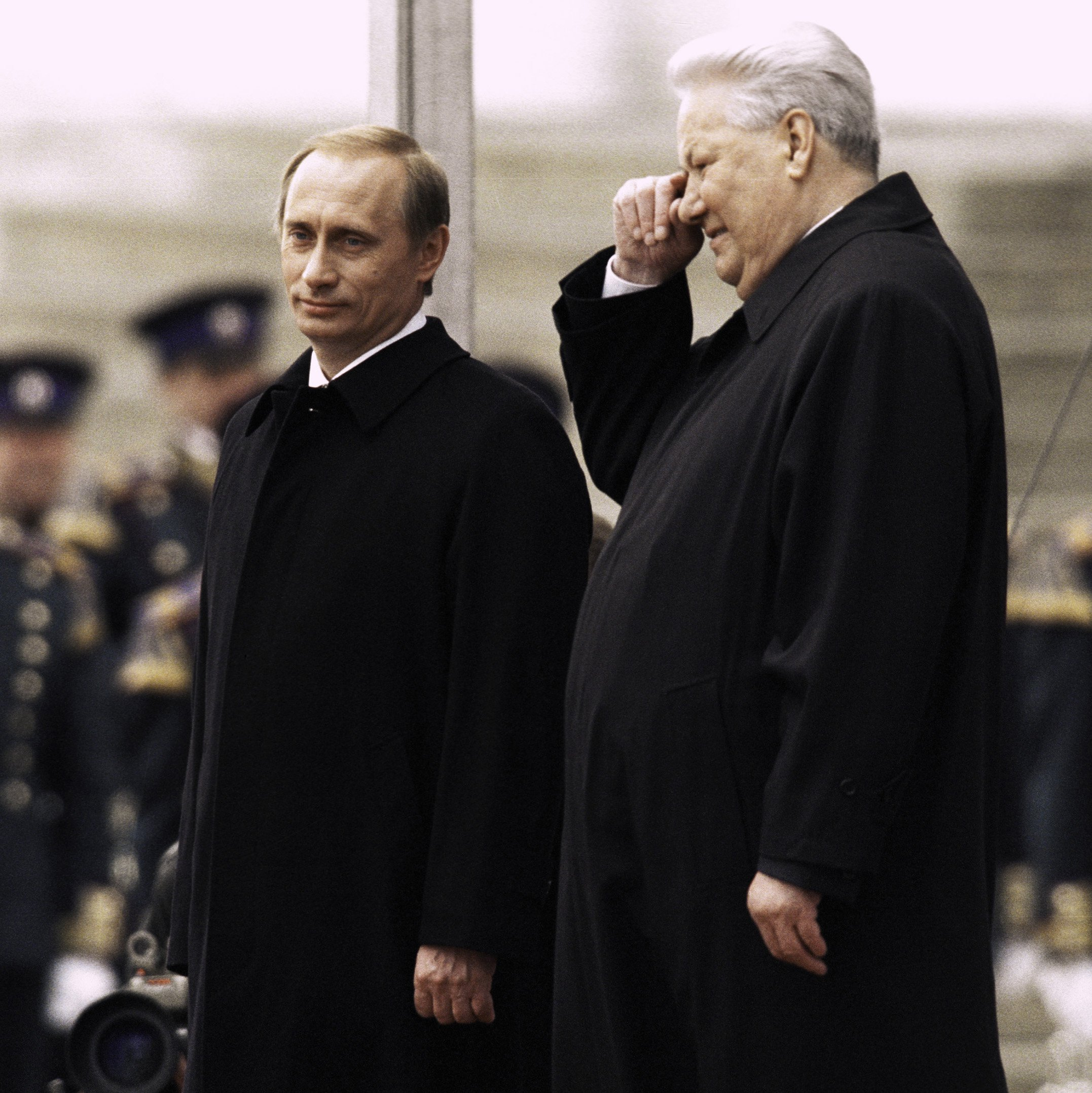
Ông Putin với các chính sách quyết đoán đã xử lý hậu quả mà ông Yeltsin và đội ngũ của ông ta để lại trong đợt tư hữu hóa ồ ạt ở nước Nga

Khi ông Vladimir Putin lên nắm quyền vào năm 2000, ông ta đã thực hiện các chính sách quyết đoán nhằm "thuần phục" các nhà tài phiệt, tái lập trật tự quyền lực của nhà nước, khôi phục chủ quyền kinh tế, cũng như xem xét lại một số thương vụ tư hữu hóa gây tranh cãi nhất với những dấu hiệu thủ đoạn phức tạp và lợi dụng sơ hở pháp lý để thực hiện hàng loạt hành vi vi phạm pháp luật, bao gồm việc chuyển lợi nhuận bất hợp pháp ra nước ngoài và các thủ đoạn gian lận thuế. Với những biện pháp kiên quyết, lạnh lùng, kiên trì, Nga hành động với sự điềm tĩnh, không vội vàng, mỗi bước đi đều có sự chuẩn bị kỹ lưỡng về mặt pháp lý, rốt cuộc, một số tài sản chiến lược đã được đưa trở lại dưới sự kiểm soát của nhà nước, thường thông qua các tập đoàn nhà nước như Gazprom và Rosneft. Vụ án chống lại Mikhail Khodorkovsky và việc quốc hữu hóa công ty dầu mỏ Yukos của ông này được nêu bật như một ví dụ điển hình cho lập trường quyết liệt và dứt khoát này.
Từ năm 2004 đến năm 2006, Chính phủ Nga đã nắm lại quyền kiểm soát các công ty trước đây đã tư nhân hóa trong một số lĩnh vực chiến lược, then chốt như dầu mỏ, hàng không, thiết bị phát điện, chế tạo máy móc, tổ hợp công nghiệp, và tài chính, chẵng hạn như Công ty thiết bị quốc phòng nhà nước Rosoboronexport đã nắm quyền kiểm soát Avtovaz vốn nhà sản xuất ô tô chính của Nga. Vào tháng 6 năm 2006, Công ty này đã nắm quyền kiểm soát 60% cổ phần của VSMPO-Avisma, một công ty chiếm hai phần ba sản lượng titan của thế giới. Vào năm 2007, Tổng công ty Chế tạo Máy bay Thống nhất (Объединённая авиастроительная корпорация/OAK/United Aircraft Building Corporation), một Công ty do Chính phủ kiểm soát 51% cổ phần, đã đứng ra hợp nhất tất cả các công ty sản xuất máy bay của Nga. Vào tháng 5 năm 2012, sau khi trở thành thủ tướng, dù ông Medvedev cho biết Nga nên thực hiện chương trình tư nhân hóa bất kể biến động thị trường, nhưng vào những năm 2020 đã chứng kiến làn sóng quốc hữu hóa, ngược lại với quá trình tư nhân hóa diễn ra sau khi Liên Xô sụp đổ. Ít nhất 200 doanh nghiệp đã được quốc hữu hóa kể từ khi bắt đầu cuộc xâm lược Ukraina của Nga. Việc kiểm soát được các luồng xuất khẩu dầu khí trở thành yếu tố then chốt giúp bảo đảm an ninh kinh tế quốc gia. 
Ngoài ra, Nga được cho là đã thu lại toàn bộ 300 tỷ USD bị phương Tây phong tỏa, nhưng theo một cách khác, cụ thể, theo ông Andrei Illarionov thì do cán cân thương mại thặng dư khổng lồ, 300 tỷ USD bị đóng băng đã được bồi thường đầy đủ nhờ chính sách trừng phạt mà chính quyền Tổng thống Biden đưa ra. Dù vậy, những gì ông Illarionov đề cập tới việc Nga đã thu hồi toàn bộ số tiền bị phương Tây đánh cắp đã bị nhận xét là khó kiểm chứng. Thực tế thì Putin và đội ngũ của ông ta không đạt được giải pháp về khối tài sản hơn 200 tỷ Euro đang bị phương Tây phong tỏa tại Euroclear, việc hồi hương vàng và các tài sản lưu ký tại đây trở về Nga là điệp vụ bất khả thi trong ngắn hạn. Tương tự như trường hợp Venezuela gửi vàng tại Anh nhưng một lượng lớn vàng vẫn đang bị giữ lại ở nước ngoài, với 31 tấn vàng (trị giá hơn 1,5 tỷ USD) tại Ngân hàng Anh (Bank of England) đang trong một cuộc chiến pháp lý kéo dài chưa có hồi kết tại Vương quốc Anh khi các tòa án của Anh đã ra phán quyết rằng hội đồng do phe đối lập chỉ định mới có quyền kiểm soát số vàng này và ngăn chặn chính quyền của ông Maduro tiếp cận chúng, đến nay, các phán quyết vẫn nghiêng về việc không giao vàng cho chính phủ của ông Maduro.